# خورخي مارين
خورخي مارين (بالإسبانية: Jorge Marín)‏ (22 سبتمبر 1963) نحات ورسام مكسيكي، وشخصية نشطة في عالم الفن المعاصر منذ 25 سنة. 
ولد في أوروابان، ميتشواكان، المكسيك
بدأ في نحت السيراميك في أوائل الثمانينات البرونز كانت المادة المفضلة له على مدى السنوات العشر الماضية، غالبًا ما يصور عمله خيول وقنطور وجارودا والأطفال وسيدات وبهلوانات، إلى جانب عناصر مثل كرات وأقنعة وأجنحة وسهام وقوارب وموازين تتوافق هذه المفاهيم مع الموضوعات المتكررة مثل التفكير والتوازن. 

## السيرة الذاتية
ورث خورخي مارين، الأصغر من عائلة مكونة من عشرة إخوة وأخوات (من بينهم خافيير مارين، زميله وشقيقه)، شغفه بالفنون الجميلة من والده، وهو مهندس معماري مشهور. غادر أوروبان، ميتشواكان للعيش في مكسيكو سيتي عندما كان في السابعة من عمره. يتذكر مارين سنواته الأولى في بلدة أوروابان كشيء يشبه العيش في «ماكوندو»، المدينة الغامضة في رواية غابرييل غارسيا ماركيز مئة عام من العزلة. 

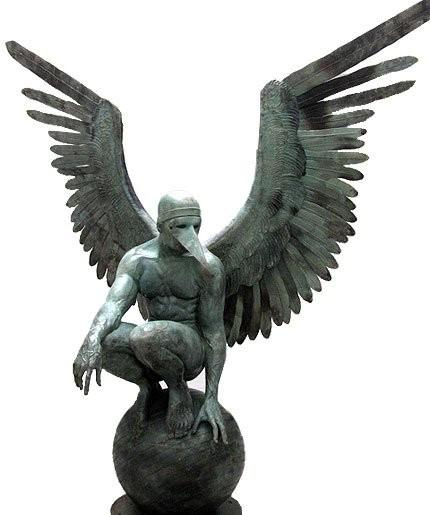
مونيومنتال بيرسيليداس أنجل 2009 برونز 256 × 244 × 120 سم

## العمل الفني
يركز عمله بشكل أساسي على الجسم البشري باعتباره استعارة عن تجاربه الخاصة. لدي أسلوبه أساس قوي في دمج الفن الدرامي الباروكية مع شهوانية قوية وشعور منحرف غير ملحوظ. غير معقد وسهل القراءة، فإن عمله لجمهور واسع النطاق.
عمل خورخي مارين في النحت هو خلاصة وافية للنبضات الحيوية للإنسان وجسده، وهو ما يفسره مارين الطبيعي لوجودالأنسان نفسه. 

## حقائق أخرى
- في عام 2006، كانت منحوتات خورخي مارين بمثابة مصدر إلهام ل Mundo Marino لإنتاج الرقص والألعاب البهلوانية، التي تؤديها شركة الرقص المعاصرة Humanicorp .
- منذ 7 سبتمبر 2010، يقع أحد المعارض الأكثر تمثيلا لأعمال النحات في Paseo de la Reforma ، على التلال المقابلة لمتحف الأنثروبولوجيا، تحت عنوان «أجنحة المدينة». وهو يتألف من 13 عملًا ضخمًا من البرونز. يتم عرض هذه المجموعة من التماثيل لأول مرة في منتدى عام.

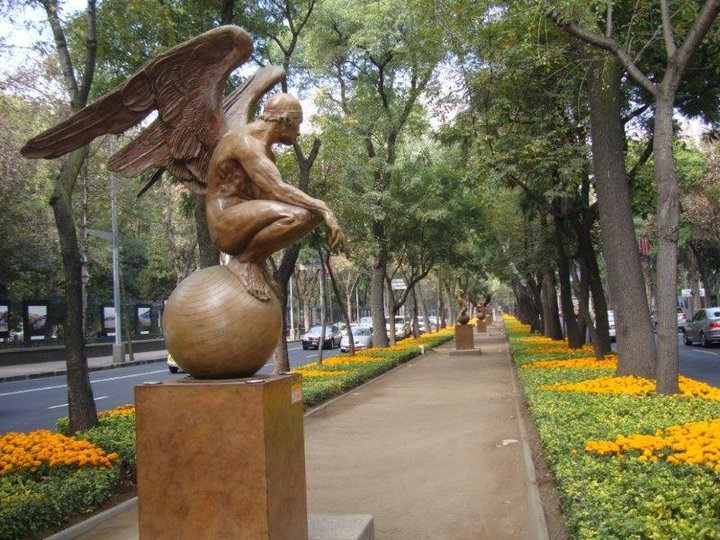
"لاس ألاس دي لا سيوداد" ("أجنحة المدينة") ، معرض مؤقت في باسيو دي لا ريفورما.

## روابط خارجية
- خورخي مارين الصفحة الرئيسية .
- خورخي مارين على ArtNet
- خورخي مارين في غاليري أرتيان، هونفلور، فرنسا